# Liste der Kulturgüter in Dorf
Die Liste der Kulturgüter in Dorf enthält alle Objekte in der Gemeinde Dorf im Kanton Zürich, die gemäss der Haager Konvention zum Schutz von Kulturgut bei bewaffneten Konflikten, dem Bundesgesetz vom 20. Juni 2014 über den Schutz der Kulturgüter bei bewaffneten Konflikten sowie der Verordnung vom 29. Oktober 2014 über den Schutz der Kulturgüter bei bewaffneten Konflikten unter Schutz stehen.
Objekte der Kategorie A sind im Gemeindegebiet nicht ausgewiesen, Objekte der Kategorie B sind vollständig in der Liste enthalten, Objekte der Kategorie C fehlen zurzeit (Stand: 1. Januar 2022). Unter übrige Baudenkmäler sind weitere geschützte Objekte zu finden, die im Verzeichnis der Objekte von überkommunaler Bedeutung der kantonalen Denkmalpflege zu finden und nicht bereits in der Liste der Kulturgüter enthalten sind.

## Kulturgüter
| Foto |                                                                                    | Objekt                                                                               | Kat. | Typ | Standort                               | Beschreibung |
| ---- | ---------------------------------------------------------------------------------- | ------------------------------------------------------------------------------------ | ---- | --- | -------------------------------------- | ------------ |
| ja   | Datei hochladen · Wikidata zu Schloss Goldenberg mit Oekonomiegebäuden (Q29932551) | Schloss Goldenberg mit Ökonomiegebäuden, Parkanlage und Gartenpavillon KGS-Nr.: 7431 | B    | G   | Schloss Goldenberg 1–5 691530 / 270080 |              |

## Übrige Baudenkmäler
| ID             | Foto |                 | Objekt                                              | Kat.    | Typ | Standort                           | Beschreibung |
| -------------- | ---- | --------------- | --------------------------------------------------- | ------- | --- | ---------------------------------- | ------------ |
| 02600001       |      | Datei hochladen | Schloss Goldenberg, Schlossgebäude                  | B kant. | G   | Schloss Goldenberg 691529 / 270091 |              |
| 026GANG00001   |      | Datei hochladen | Schloss Goldenberg, unterirdischer Gang             | B kant. | G   | Schloss Goldenberg 691531 / 270089 |              |
| 026KELLER00001 |      | Datei hochladen | Schloss Goldenberg, Keller im Gebäude Schloss III/1 | B kant. | G   | Schloss Goldenberg 691531 / 270089 |              |
| 026PARK00001   |      | Datei hochladen | Schloss Goldenberg, Parkanlage                      | B kant. | G   | Schloss Goldenberg 691502 / 270066 |              |
| 02600002       |      | Datei hochladen | Schloss Goldenberg, Gartenpavillon                  | B kant. | G   | Schloss Goldenberg 691553 / 270104 |              |
| 02600005       | ja   | Datei hochladen | Schloss Goldenberg, Stallgebäude II/Clubhaus        | B kant. | G   | Schloss Goldenberg 691487 / 270189 |              |
| 02600044       | ja   | Datei hochladen | Reformierte Kirche                                  | B reg.  | G   | Kirchstrasse 690992 / 269689       |              |
| 02600047       |      | Datei hochladen | Reformiertes Pfarrhaus                              | B reg.  | G   | Kirchstrasse 6 690931 / 269712     |              |
| 02600074       |      | Datei hochladen | Ehemaliges Armenhaus / Wohnhaus                     | C       | G   | Dorfstrasse 18 691007 / 269622     |              |
| 02600102       |      | Datei hochladen | Ehemaliges Bauernhaus                               | C       | G   | Dorfstrasse 5 691060 / 269753      |              |
| 02600112       |      | Datei hochladen | Schloss Goldenberg, Reitbahn und Wagenschopf        | B kant. | G   | Schloss Goldenberg 691517 / 270160 |              |
| 02600147       |      | Datei hochladen | Schloss Goldenberg, Bienenhaus                      | B kant. | G   | Schloss Goldenberg 691609 / 270107 |              |
| 026ZUSA00110   | ja   | Datei hochladen | Schloss Goldenberg, Stallgebäude I                  | B kant. | G   | Schloss Goldenberg 691565 / 270144 |              |

Legende: Im Wesentlichen siehe Legende der Liste der Kulturgüter von nationaler und regionaler Bedeutung, mit folgenden Ausnahmen:
- Anstelle der KGS-Nummer wird als Objekt-Identifikator (ID) die Inventarnummer im Verzeichnis der Objekte von überkommunaler Bedeutung des kantonalen Denkmalschutzamtes verwendet.
- Bei den Kategorien wird wie folgt unterschieden: B kant. = Objekt von kantonaler Bedeutung (Kanton Zürich); B reg. = Objekt von regionaler Bedeutung (Kanton Zürich).